# Срђан Ђиле Марковић
Срђан Ђиле Марковић (Београд, 14. јули 1959) српски је сликар, ликовни критичар и музичар. 

## Биографија
Основну школу и гимназију завршио у Београду. Најпре је похађао курс цртања у Шуматовачкоj 1983; исте године уписује сликарство Факултет ликовних уметности у Београду на коме дипломира 1988. у класи проф. Милице Стевановић, код које и магистрира 1991.
Први пут излаже 1984. на Октобарском салону у Уметничком павиљону „Цвијета Зузорић“, а самостално 1987. у Галерији СКЦ. У Музеју савремене уметности 2005. године учествује на изложби „О нормалности“, а 2008. на Ликовној јесени у Сомбору.
Од 1984. објављивао текстове у листовима „НОН“, „Студент“, „Ликовни живот“ и „Глас јавности“ у коме се 1999. запошљава као ликовни критичар (до 2008). Писао предговоре за изложбене каталоге.
Студијски боравак у Лос Анђелесу 1992. када учествује на колективној изложби у Gallery Ninna Frost.
Од 1978. године свирао је у бројним београдским new wawe бендовима: Нуле, УКТ, Радничка контрола, Бомбардери, Дисциплина кичме, Плаћеници, Казимиров казнени корпус, DDT, Супернаут са којом је 1993. снимио касету „Будућност сада“.
Са Соњом Савић основа мултимедијалну трупу С. С. Супернаут која је снимила три филма: „Убиство на ивици града“, „Суперстварност“ и „Рlay“. Са сликарем Миомиром Грујићем Флеком наступају на БИТЕФ-у 1995.
Био је сарадник Радија Б92 као аутор и водитељ емисије „Радио митоманија“ 1993-1994.
Живи и ради у Београду.

## Стваралаштво
Срђан Ђиле Марковић спада у ред водећих мултумедијалних уметника који су начинили физиономију ставралачке сцене током осамдесетих и деведесетих година прошлог века изван званичних институционалних и друштвених кругова. Припадник је новоталасног покрета у сликартсву, музици, филму и другим уметностима и уметничким родовима који су били прихваћени од припадника његове генерације и који су стекли, посебно у музици, бројне следбенике и поштоваоце. Пореклом (син оца сликара, професора универзитета и мајке која је такође била позната сликарка), образовањем, знатижељом и спремношћу да се окрене од академског стваралаштва и упусти у неизвесно експериментисање са формама и медијима, у случају Ђилета Марковића показала се као изразито успешна комбинација која га је довела на сам врх уметника своје генерације која је надаље утирала мукотрпне путеве новог, ослобађајућег схватања места и сврхе уметности на актуелној културној мапи.

## Самосталне изложбе
- 1987. Галерија СКЦ, Београд
- 1988. Галерија СКЦ, Београд
- 1988. Галерија Гража, Београд
- 1991. Галерија ФЛУ, (магистарска изложба), Београд
- 1992. Галерија Дома омладине, Београд
- 1994. Галерија УЛУС, Београд
- 1996. Срећна галерија СКЦ, Београд
- 1998. Ликовна галерија Културног центра Београда, Београд
- 1998. Мала галерија УЛУПУДС, Београд
- 2006. Галерија 73, Галерија Хаос, Београд
- 2008. Галерија ДК Студентски град, Нови Београд
- 2014. Галериja Дар Мар, Београд
- 2016. Галериja Штаб, Београд
- 2017. Галериja New Moment, Београд

## Награде
- 1988. Награда Фонда Милоша Бајића, Београд
- 2010. Прва награда за сликарство на Пролећној изложби, Чачак
- 2010. Награда Златна палета на Пролећној изложби УЛУС-а, Београд

## Линкови
- Art Review
- Supernaut